# Nacionalno prvenstvo ZDA 1954
Nacionalno prvenstvo ZDA 1954 v tenisu.

## Moški posamično
Vic Seixas :  Rex Hartwig  3-6 6-2 6-4 6-4

## Ženske posamično
Doris Hart :  Louise Brough Clapp  6-8, 6-1, 8-6

## Moške dvojice
Vic Seixas /  Tony Trabert :  Lew Hoad /  Ken Rosewall 3–6, 6–4, 8–6, 6–3

## Ženske dvojice
Shirley Fry /  Doris Hart :  Louise Brough /  Margaret Osborne duPont 6–4, 6–4

## Mešane dvojice
Doris Hart /   Vic Seixas :  Margaret Osborne duPont /  Ken Rosewall 4–6, 6–1, 6–1